# 二十里铺村
二十里铺村，是中华人民共和国山东省东平县老湖镇下辖的一个行政村，该村下辖有二十里铺、北二十里铺两个自然村。明朝洪武年间，张姓建村，因村中有店铺而且距离州城二十里而得命名为二十里铺。1958年，东平湖蓄洪，二十里铺村得部分村民因此向北迁徙另建新村，由于新村位于原村北方，因而被称为北二十里铺。1991年时，自然村二十里铺村有人口1411人，耕地1241亩；北二十里铺有人口752人，耕地544亩。:156
1940年抗日战争时期，二十里铺村成为伪军的军事据点，1944年5月，八路军一度拔除此地伪军据点，后来伪军再次建立据点。1945年5月，在东平战役中，八路军最终攻克此据点:437。